# Christen Dam Larsen
Christen Dam Larsen (født 8. januar 1950) er en dansk politiker fra partiet Venstre, der fra 2002 til 2006 var borgmester i Aulum-Haderup Kommune.
Christen Dam Larsen var gårdejer som sit civile erhverv.